# اشباح جنگ
اشباح جنگ (انگلیسی: Ghosts of War) یک فیلم بریتانیایی در ژانر فیلم ترسناک فراطبیعی به کارگردانی اریک برس است که در سال ۲۰۲۰ منتشر شد.